# Presa de Román

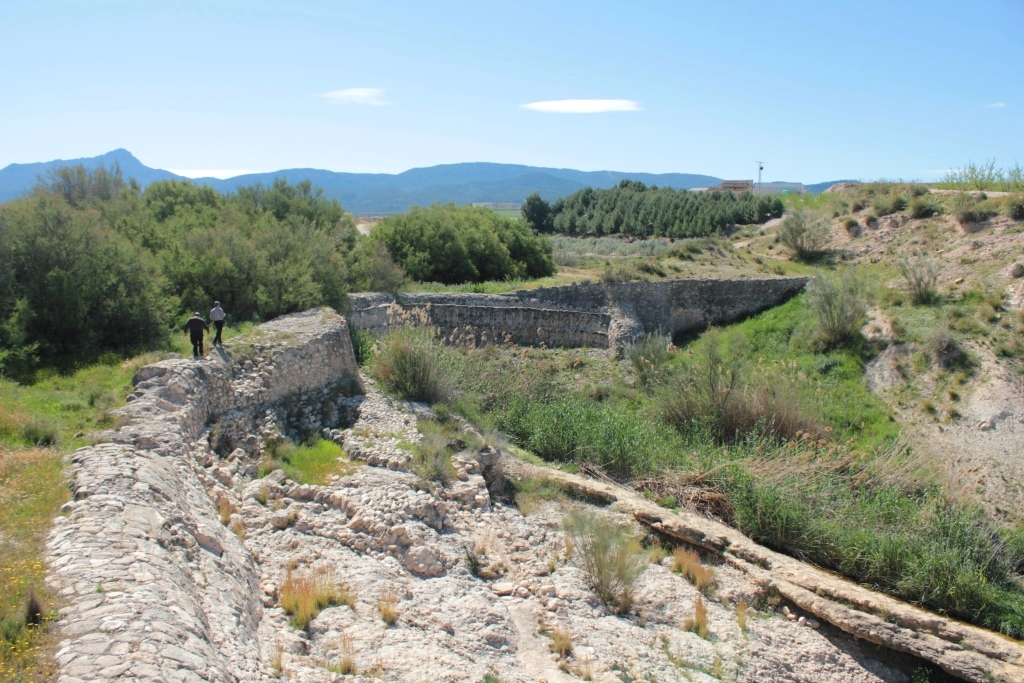
Vista de la presa desde el estribo derecho

La presa de arriba o de Román es un azud de época romana (siglos I-II d. C.) situado en la rambla de la Raja (Jumilla, Región de Murcia, España). Su función era aprovechar los caudales de avenidas como agua de riego para las zonas aledañas. Forma parte del llamado conjunto hidráulico de Román, que incluye los restos de otras dos presas aguas abajo, un acueducto de 7 km de longitud, así como un conjunto de conducciones y acequias que daban servicio a dos villas romanas que se encontraban situadas en la zona.
La obra ha sufrido numerosas reparaciones y arreglos. Como muestra de ellos se puede encontrar una inscripción en el estribo derecho colocada durante las reparaciones realizadas en el siglo XVIII. La presa de Román estuvo en funcionamiento hasta mediados del siglo XX.

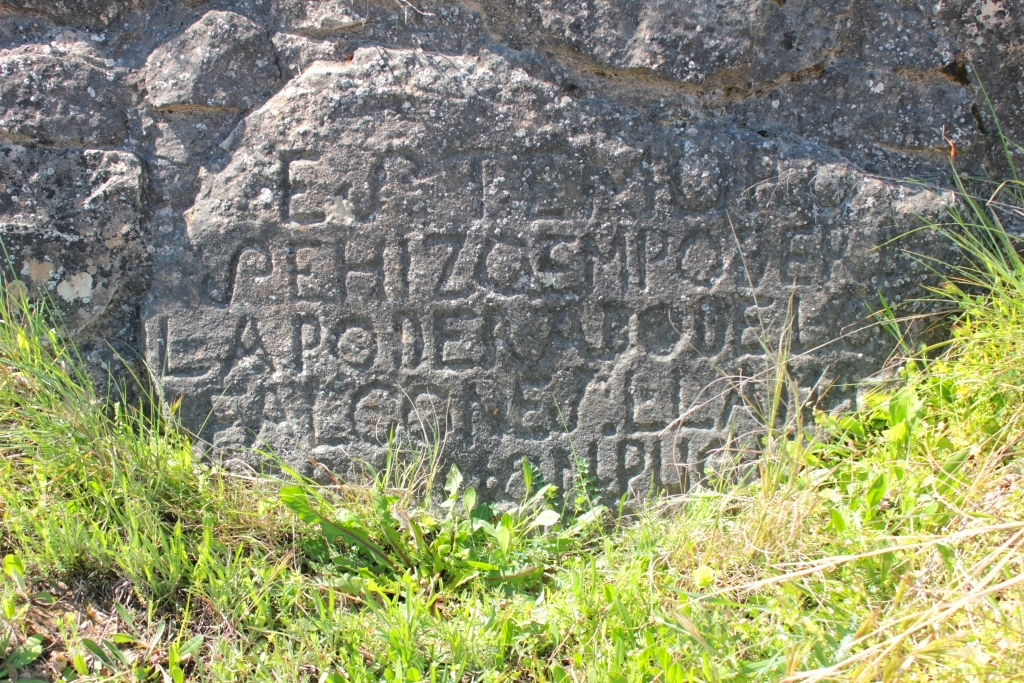
Inscripción en el estribo derecho

## Notas

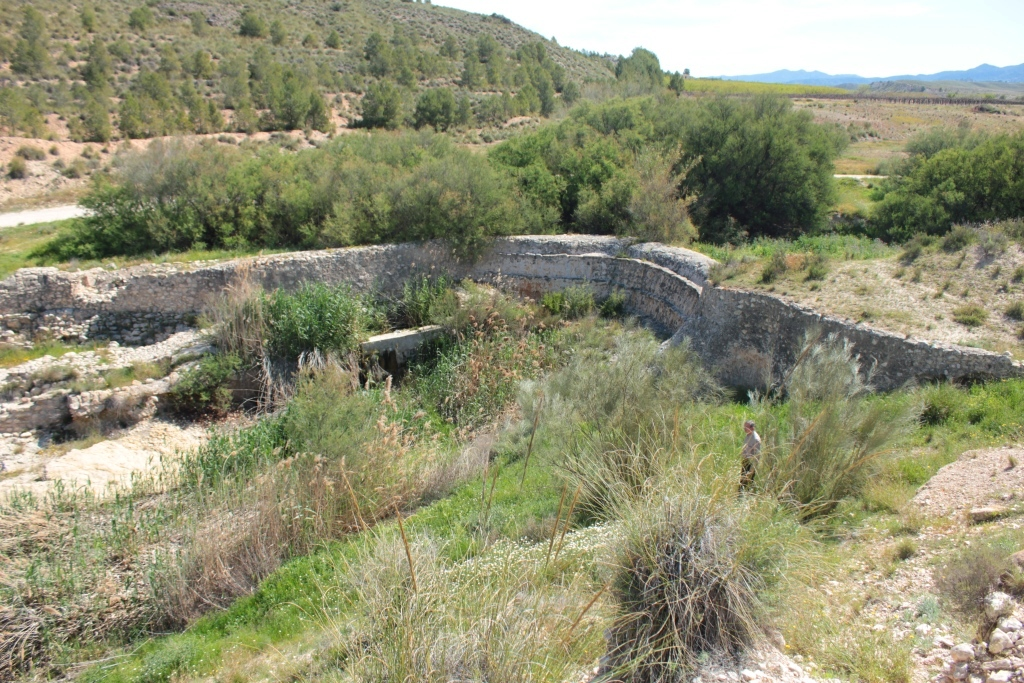
Vista de la presa desde el estribo izquierdo. Abril de 2013
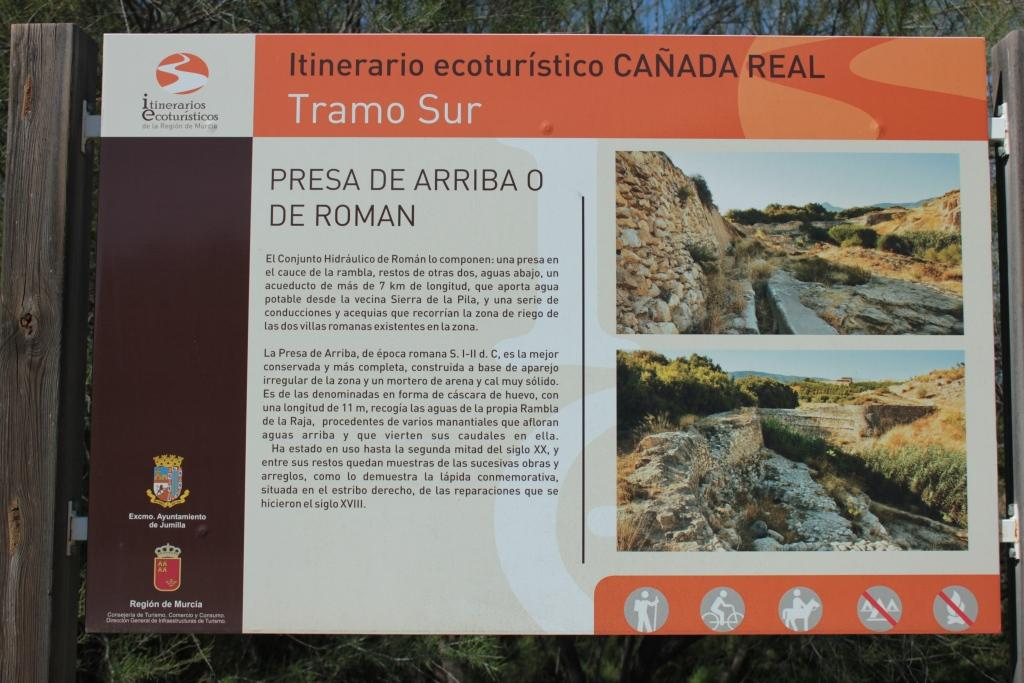
Cartel informativo del itinerario ecoturístico a su paso por la presa de Román